# Dave van den Bergh
Dave van den Bergh (Amsterdam, 7 mei 1976) is een Nederlands voormalig profvoetballer. Hij werd vaak ingezet als linkerspits, maar ook op de positie van centrumspits kon hij uit de voeten.

## Spelerscarrière
De aanwezigheid van concurrent linkerspits Marc Overmars zorgde ervoor dat Van den Bergh in twee seizoenen in de hoofdmacht bij Ajax slechts twaalf wedstrijden speelde. Hij maakte zijn debuut op 25 februari 1996 in de thuiswedstrijd tegen sc Heerenveen, die met 6-2 wordt gewonnen. Omdat hij amper een kans krijgt, verhuist de aanvaller in 1997 naar het Spaanse Rayo Vallecano. Het eerste seizoen speelt hij nog redelijk veel, maar daarna wordt het minder. In 2000 keert hij terug naar Nederland, naar FC Utrecht. Daar breekt hij wel door en wordt een publiekslieveling. In Utrechtse dienst wint van den Bergh twee bekers alsmede de Johan Cruijff Schaal. In 2004 maakt hij het winnende doelpunt tegen FC Twente waardoor FC Utrecht zijn tweede beker op rij in de wacht sleept.
Zijn optredens bij de Utrechtse club zorgen ervoor dat, als Arjen Robben geblesseerd is, Van den Bergh wordt opgeroepen door bondscoach Marco van Basten voor het Nederlands elftal. Op 18 augustus 2004 maakt hij zijn debuut in de met 2-2 gelijkgespeelde uitwedstrijd in Zweden, net als Romeo Castelen (Feyenoord), Collins John (Fulham FC) en Jan Kromkamp (AZ).
Na afloop van het seizoen 2005/2006 gunt FC Utrecht hem een transfervrij status en vertrekt hij samen met zijn Amerikaanse vrouw naar de Verenigde Staten. De linkeraanvaller tekende daar een contract bij Kansas City Wizards, waarmee hij ging uitkomen in de Major League Soccer.
Van den Bergh wist het eerste seizoen bij de Wizards af te sluiten met een goal in het Giants Stadium. In 2007 vertrok hij naar de New York Red Bulls waar hij tot begin 2009 voetbalde alvorens hij vertrok naar FC Dallas. FC Dallas wordt de derde Amerikaanse club voor Van den Bergh. New York Red Bulls nam met tegenzin afscheid van Van den Bergh. 'De laatste twee jaar in New York was Dave een sleutel voor ons succes', zegt technisch directeur Jeff Agoos. 30 wedstrijden en 3 doelpunten later werd in 2010 zijn contract bij FC Dallas niet vernieuwd, waardoor van den Bergh zonder club zat. Toen ook geen andere club zich meer meldde om hem onderdak te bieden, besloot hij om een einde te maken aan zijn carrière als profvoetballer.

## Overzicht
| Periode   | Club                | Wedstrijden | Doelpunten | Competitie          |
| --------- | ------------------- | ----------- | ---------- | ------------------- |
| 1995–1997 | Ajax                | 12          | 1          | Eredivisie          |
| 1997–2000 | Rayo Vallecano      | 47          | 6          | Primera División    |
| 2000–2006 | FC Utrecht          | 184         | 29         | Eredivisie          |
| 2006–2007 | Kansas City Wizards | 13          | 3          | Major League Soccer |
| 2007–2009 | New York Red Bulls  | 55          | 9          | Major League Soccer |
| 2009–2010 | FC Dallas           | 30          | 3          | Major League Soccer |

- Nederland: 2 interlands, 0 doelpunten.

## Erelijst
| Competitie             |        |                  |      |      |
| Competitie             | Aantal | Jaren            |      |      |
| Ajax                   | Ajax   | Ajax             | Ajax | Ajax |
| ---------------------- | ------ | ---------------- | ---- | ---- |
| UEFA Super Cup         | 1x     | 1995             |      |      |
| Eredivisie             | 1x     | 1995/96          |      |      |
| FC Utrecht             |        |                  |      |      |
| KNVB beker             | 2x     | 2002/03, 2003/04 |      |      |
| Johan Cruijff Schaal   | 1x     | 2004             |      |      |
| New York Red Bulls     |        |                  |      |      |
| MLS Western Conference | 1x     | 2008             |      |      |

## Trainerscarrière
Van den Bergh bleef na zijn spelersloopbaan in de Verenigde Staten en werkte in dienst van de Amerikaanse voetbalbond bij verschillende nationale jeugdselecties. In 2019 werd hij assistent van Bruce Arena bij MLS-club New England Revolution.